# Прибузьке підземне газове сховище
Прибузьке підземне газове сховище — газове сховище на території Каменецького району Берестейської області Республіки Білорусь.
Знаходиться поблизу Західного Бугу, за кілометр від білоруського-польського державного кордону. Управління розміщено в с.Вурля Каменецького району. Власність «Белтрансгаз». Розширення газосховища велась за участю російських партнерів з використанням технологій «ВНИИГАЗ».

На Прибузькому газосховищі

Розвідка і будівництво розпочалися за часів СРСР. Введене в дію в 2000 році. Максимальна місткість оцінюється на 1,35 млрд куб. В вересні 2007 року на сховищі була незначна на аварія.
Розмір використаного об'єму щороку збільшується. У 2007 році зберігалося 300 млн куб газу. У 2009 році 450 млн куб. газу. У 2010 році 600 млн куб. газу.